# Slatina (Laktaši)

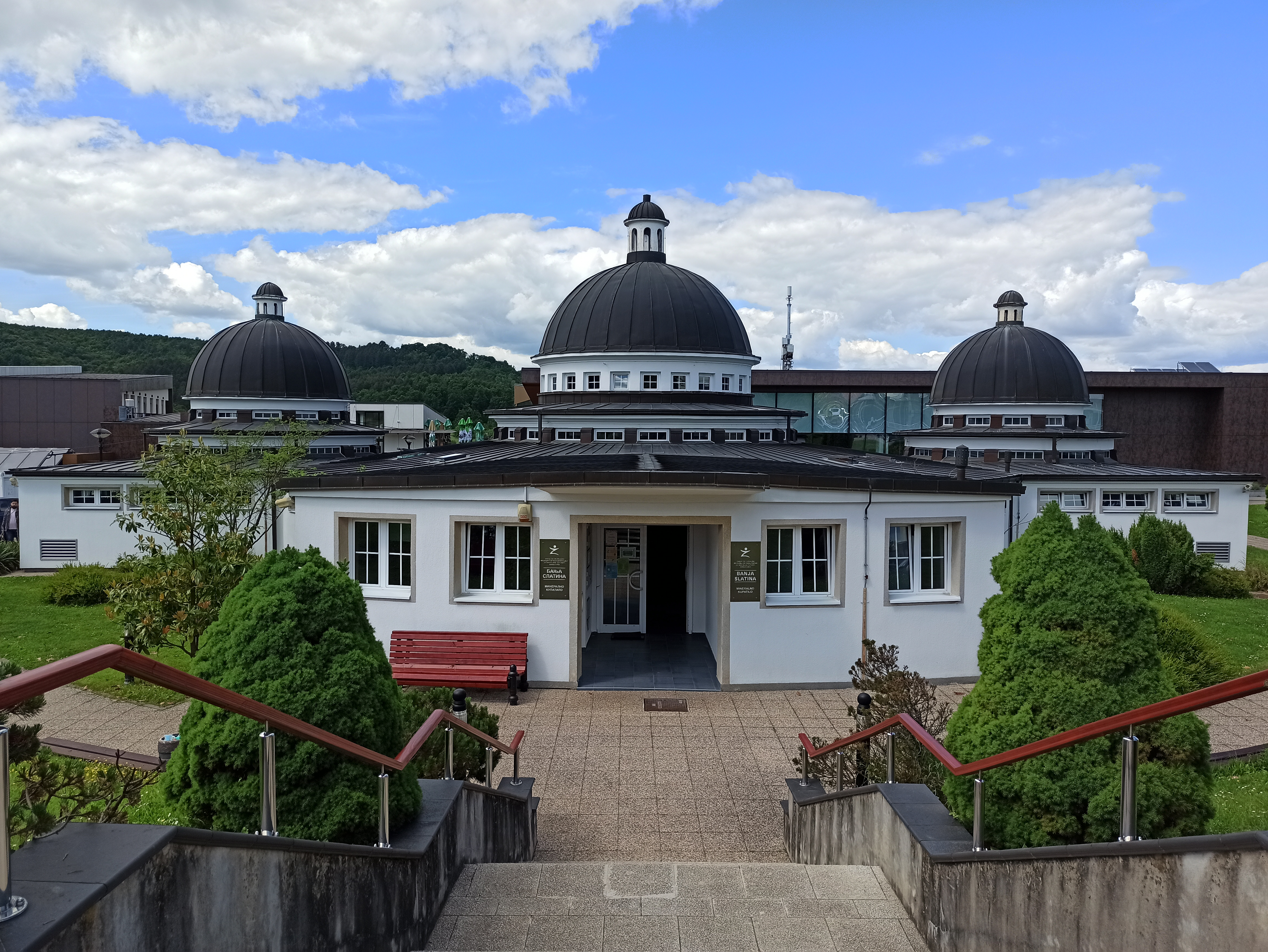
Bad Slatina

Slatina (serbisch-kyrillisch Слатина) ist ein Kurort in der Gemeinde Laktaši in der Republika Srpska, Bosnien und Herzegowina. Die Geschichte des Kurortes reicht bis in die 1870er Jahre zurück. Laut der Volkszählung von 2013 hat Slatina 1344 Einwohner.

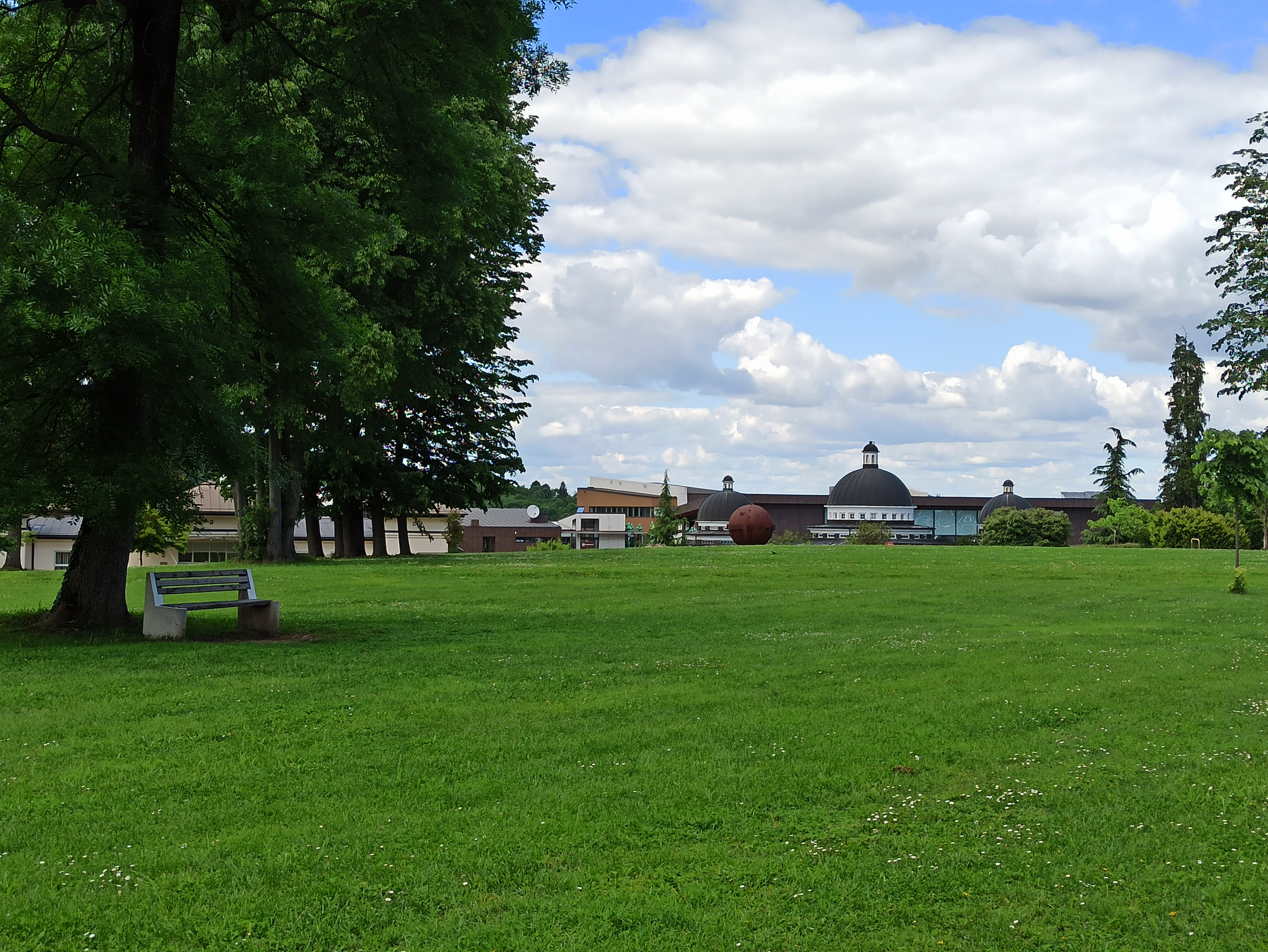
Der Kurpark

## Name
Pfarrer Stevan Davidović (1856–1901): „… Slatina hat seinen Namen von einem Bergwerk, aus dem Gold gewonnen wurde (Gold ist zlato auf Serbisch); es war zuerst der Name Zlatina und später folgte Slatina.“ Untersuchungen haben keine Hinweise auf Bergbau in der Gegend von Slatina ergeben. Der serbische Sprachwissenschaftler Vuk Karadžić erklärt den Namen: „Slatina ist ein Ort, wo salziges oder saures Wasser entspringt oder gurgelt, wo Vieh kommt und es leckt, deshalb heißen die Dörfer so.“

## Lage
Slatina liegt etwa 15 km von Banja Luka entfernt, der Hauptstadt der Republika Srpska.

## Gewässer
Der Fluss Slatina fließt durch Slatina, sowie kleinere, saisonale Bäche. Früher war der Reichtum an Trinkwasserquellen auch für die Existenz der lokalen Bevölkerung wichtig.

## Klima
Slatina gehört zum gemäßigt-kontinentalen Klima und charakteristisch für den Ort ist auch seine Sonnenscheindauer, die etwa 1800 Stunden im Jahr beträgt.

## Bevölkerung
Die Bevölkerung der Region Slatina (Slatina mit den umliegenden Dörfern) war, besonders in der Zwischenkriegszeit, sehr gemischt. Serben bildeten die Mehrheit, fast ein Drittel der Bevölkerung in Slatina waren nationale Minderheiten: Slowenen, Tschechen, Russen, Ukrainer und andere.